# Ponte di Maxwell

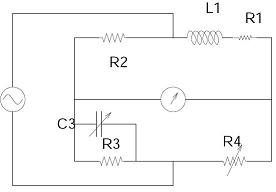

Il ponte di Maxwell è un circuito elettrico, analogo al ponte di Wheatstone, che permette di misurare con ottima precisione l'induttanza di un elemento collegato ad esso.
È costituito da un generatore di tensione alternata che alimenta un ponte di due rami in parallelo contenenti il componente da misurare, impedenze variabili e impedenze fisse campione a valore noto.
Un ramo contiene un resistore campione a valore di resistenza nota in serie a un parallelo tra un induttore campione a valore di induttanza noto e un condensatore a capacità variabile.
L'altro ramo contiene il componente induttivo da misurare in serie a un potenziometro.
Infine è necessario collegare uno zerovoltmetro nei punti indicati in figura a lato.

## Funzionamento
Il componente induttivo reale da misurare sarà dotato anche di una sua resistenza interna schematizzabile come un ulteriore resistore in serie ad esso. 
Quando lo zerovoltmetro indica una corrente nulla tra i due punti che collega è evidente che i punti in questione abbiano differenza di potenziale nulla. Possiamo dunque considerare le cadute di tensione sul resistore campione e sull'induttore (ed eventuale sua resistenza interna) identiche.
Inoltre possiamo applicare lo stesso ragionamento alle cadute di tensione sul potenziometro e sul parallelo condensatore-induttore. Supponiamo che il circuito sia alimentato con una corrente alternata in regime sinusoidale di pulsazione {\displaystyle \omega }.
In tale condizione è immediatamente verificabile la seguente identità:
{\displaystyle Z_{1}Z_{3}=Z_{2}Z_{4}}
dove con {\displaystyle Z_{k}} si intende il valore di impedenza di ogni blocco di impedenza evidenziato nella figura sottostante
Sarà dunque necessario agire sul potenziometro e sul condensatore variabile in modo tale da creare la situazione di cui sopra grazie alla quale, passando alla rappresentazione complessa delle grandezze elettriche, possiamo ricavare (in riferimento alla figura 1):
{\displaystyle {\frac {R_{1}+j\omega L_{1}}{j\omega C_{3}+R_{3}^{-1}}}=R_{2}R_{4}}
Dalla quale otteniamo direttamente il valore dell'induttanza ricercato:
{\displaystyle L_{1}=R_{2}R_{4}C_{3}}
e quello della resistenza intrinseca del nostro componente induttivo reale:
{\displaystyle R_{1}={\frac {R_{2}R_{4}}{R_{3}}}}

## Osservazioni
Il Ponte di Maxwell presenta delle caratteristiche tali da renderlo ottimale per la misura di elementi induttivi.
In particolare il ponte in questione non presenta dipendenze dalla frequenza utilizzata nella misura del valore di induttanza e inoltre permette di ricavare anche la misura della resistenza interna del componente induttivo. 
Il suo unico difetto è di possedere un elemento capacitivo variabile che a sua volta propagherà un errore sulla misura finale dell'induttanza.